# خوان ألونسو (لاعب كرة قدم)
خوان ألونسو (بالإسبانية: Gerardo Ramírez)‏ هو لاعب كرة قدم إسباني، ولد في 16 مايو 1998 في غوادالاخارا في المكسيك. لعب مع رودا كيركراده.